# CollegeHumor
CollegeHumor é um site de entretenimento baseado na cidade de Nova York e pertence a empresa InterActiveCorp. O site foi criado por Josh Abramson e Ricky Van Veen e apresenta diariamente vídeos originais de comédia e artigos feitos pelo grupo de produção e edição da própria empresa, em adição a vídeos, fotos, artigos e links submetidos por usuários. No começo de 2009, a equipe de editorial do CollegeHumor escreveu e estreou seu próprio programa de televisão, The CollegeHumor Show, na MTV. CollegeHumor é operado pela companhia de Nova York CHMedia.
Muitos de seus empregados operam também outro site, Dorkly, centrado em videogames e paródias de videogames usando o mesmo estilo de comédia do CollegeHumor.

## História
O site foi criado em 1999 por Josh Abramson e Ricky Van Veen, com ajuda do web designer Jakob Lodwick. Abramson e Van Veen foram amigos de ensino médio em Baltimore, Maryland. O site recebe mensalmente, em média, mais de 7 milhões de visitantes, de acordo com Quantcast.
De acordo com a Fox News, "Nós queríamos começar um negócio com propaganda, porque na época o mercado de propaganda era promissor e nós vimos outras pessoas desenvolvendo websites que ficaram populares e ganhando muito dinheiro." diz Abramson. O objetivo deles era criar um site de humor que seria atraente a propaganda para pessoas entre 18 a 24 anos.
CollegeHumor, junto com sua empresa-mãe, Connected Ventures, foram adquiridas por Barry Diller da InterActiveCorp em Agosto de 2006.
Atualmente, CollegeHumor é conhecido por seu conteúdo original de comédia. O site foi nomeado para o Webby Awards na categoria humor, e muito de seus vídeos individuais foram nomeados e/ou venceram o Webby Awards. Dos vencedores recentes incluem-se "Pixar Intro Parody" para melhor animação, "Web Site Story" para melhor curta ou episódio independente, e "Jake and Amir" para melhor série. Seus curtas "Awkward Rap" e "Hand Vagina" foram nomeados para o Webby Awards para melhor comédia: curta ou episódio independente em 2008 e 2009, respectivamente, entre outras nomeações e vencedores.

## Conteúdo

### Vídeos
CollegeHumor produz vídeos originais de comédia sob o banner do CH Originals (antigamente conhecido como CHTV). Em adição, o site hospeda uma grande coleção vídeos virais submetidos por usuários, entre eles vídeos feitos nas próprias residências, destaques esportivos extravagantes e esquetes. Esses vídeos são lançados 1 mês antes de serem postos no Youtube.
O canal de Youtube do CollegeHumor já atingiu mais de 6 bilhões de visualizações e mais de 13 milhões de incrições (Abril de 2019).

### Fotos
A seção de fotos do CollegeHumor mostra fotografias submetidos pelos usuários. Assim como os vídeos do site, as fotos possuem uma natureza humorística ou bizarra. O site também faz competições baseadas nas fotos para os usuários.

### Artigos
CollegeHumor posta diversos artigos feitos for funcionários e usuários, incluindo ensaios humorísticos, quadrinhos, entrevistas e colunas sobre esporte, videogame, universidade e namoro. Vários comediantes, como Christian Finnegan, David Wain, Paul Scheer, Amir Blumenfeld, Alex Figueroa, Justin Johnson, Judah Friedlander já contribuíram para o site, avaliando os artigos e editando a página principal do website.

## The CollegeHumor Show
Em 17 de Dezembro de 2008, CollegeHumor.com anunciou The CollegeHumor Show, um show fictício de comédia que estreou na MTV em 8 de Fevereiro de 2009. O show foi escrito e apresentado por nove membros do grupo do editorial do CollegeHumor (Ricky Van Veen, Jake Hurwitz, Amir Blumenfeld, Dan Gurewitch, Patrick Cassels, Sarah Schneider, Streeter Seidell, Sam Reich e Jeff Rubin), que encenavam versões fictícias deles mesmos. O programa foi cancelado uma temporada depois.

## Ligações Externas
- «CollegeHumor»